# Железнодорожная линия Лозанна — Бершер

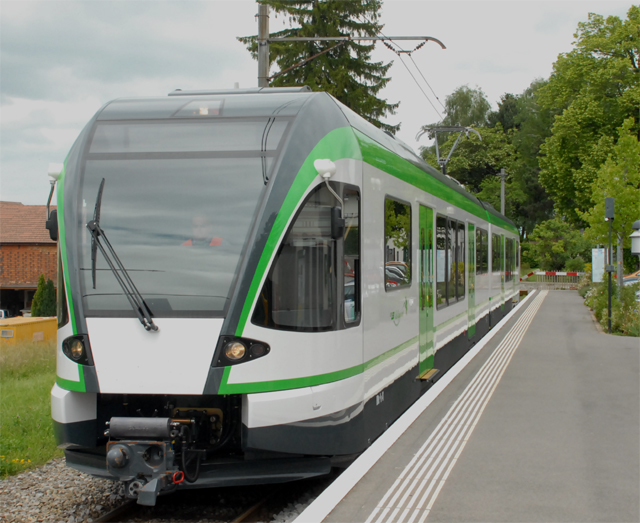
Электропоезд серии Stadler FLIRT

Железнодорожная линия Лозанна — Бершер — железнодорожная линия узкой колеи, связывающая швейцарский город Лозанну с пригородами Эшален и Бершер в пределах кантона Во. Открыта в 1873 году. Длина пути — 23,6 км, имеет 12 остановок и 9 станций, в том числе Лозанна-Флон в центре Лозанны. Владелец и эксплуатант — железнодорожная компания Lausanne-Échallens-Bercher (штаб-квартира в Эшалене).
Строительство железнодорожной линии частной компанией между Лозанной и Эшаленом проходило в 1872—1874 годах. Конечной станцией в Лозанне до 1991 года была станция Шодерон (ныне — Лозанна-Флон). Участок Эшален — Бершер строился в 1888—1889 годах. Пути электрифицированы в 1935 году.
На всём протяжении линии, за исключением перегона между станциями Лозанна-Флон и Лозанна-Шодерон, дорога однопутная. Поезда разъезжаются на станциях. В черте Лозанны на проспекте Эшален рельсы проходят по асфальтированной проезжей части улицы, как у трамвая. Напряжение в контактной сети — 1500 В. Наибольшая высота составляет 652 м над уровнем моря. С конечной станции Лозанна-Флон километровый отсчёт начинается с отрицательной отметки −0,8 км (для сохранения сложившейся системы нумерации линии).